# یواس‌اس گنگز (۱۷۹۴)
یواس‌اس گنگز (۱۷۹۴) (به انگلیسی: USS Ganges (1794)) یک کشتی بود که طول آن ۱۱۶ فوت ۴ اینچ (۳۵٫۴۶ متر) بود. این کشتی در سال ۱۷۹۴ ساخته شد.